# Кошаро-Александровка
Кошаро-Алекса́ндровка (укр. Кошаро-Олександрівка) — село в Благовещенской городской общине Голованевского района Кировоградской области Украины.
До 2020 года входило в Благовещенский район
Население по переписи 2001 года составляло 363 человека. Почтовый индекс — 26444. Телефонный код — 5259.